# Pro Evolution Soccer 2014
Pro Evolution Soccer 2014 (In Japan en Zuid-Korea ook bekend als World Soccer: Winning Eleven 2014) is een voetbalsimulatiespel uit de Pro Evolution Soccer-serie van Konami. Het spel werd officieel aangekondigd op 10 maart 2013 en uitgebracht in september 2013. Het spel maakt in tegenstelling tot eerdere spellen uit de Pro Evolution Soccer-serie gebruik van de Fox Engine. De UEFA Champions League, UEFA Europa League en de UEFA Super Cup zijn volledig gelicenseerd, zoals in voorgaande jaren. In PES 2014 is echter ook de AFC Champions League speelbaar.

## Details
Naast de UEFA Champions League, UEFA Europa League en de UEFA Super Cup is in PES 2014 ook de AFC Champions League voor het eerst volledig gelicenseerd. De Copa Libertadores zit ook nog steeds in het spel, met toevoeging van de Copa Sudamericana en de Recopa Sudamericana.

### Competities
Zoals in de voorgaande jaren zijn de Eredivisie, Ligue 1, Liga BBVA, Chileense Primera División en Primera División de Argentina volledig gelicenseerd. Van de Italiaanse Serie A en de Braziliaanse Campeonato Brasileiro Série A zijn alle clubs volledig gelicenseerd, maar de naam en het logo van de competitie zijn gefingeerd. De Premier League, Bundesliga en Primeira Liga zijn gefingeerd, met uitzondering van een aantal clubs. In Engeland is dit Manchester United, in Duitsland Bayern München, Schalke 04 en Bayer 04 Leverkusen en uit Portugal FC Porto, Benfica, Sporting Lissabon, Paços de Ferreira en Sporting Braga.

## Stadions

### Engeland
- Engels voetbalelftal - Wembley Stadium
- Manchester United - Old Trafford

### Duitsland
- Bayern München - Allianz Arena

### Frankrijk
- Frans voetbalelftal - Stade de France

### Japan
- Japans voetbalelftal/Urawa Red Diamonds - Saitamastadion

### Portugal
- Benfica - Estádio da Luz

### Italië
- Internazionale/AC Milan - San Siro
- Juventus - Juventus Stadium

### Argentinië
- River Plate - El Monumental
- Boca Juniors - La Bombonera

### Saoedi-Arabië
- Al-Ittihad Djedda/Al-Ahly - Prins Abdoellah al-Faisal-stadion
- Al-Hilal/Al-Nassr/Al Shabab - Koning Fahdstadion